# Ordine di Santa Caterina

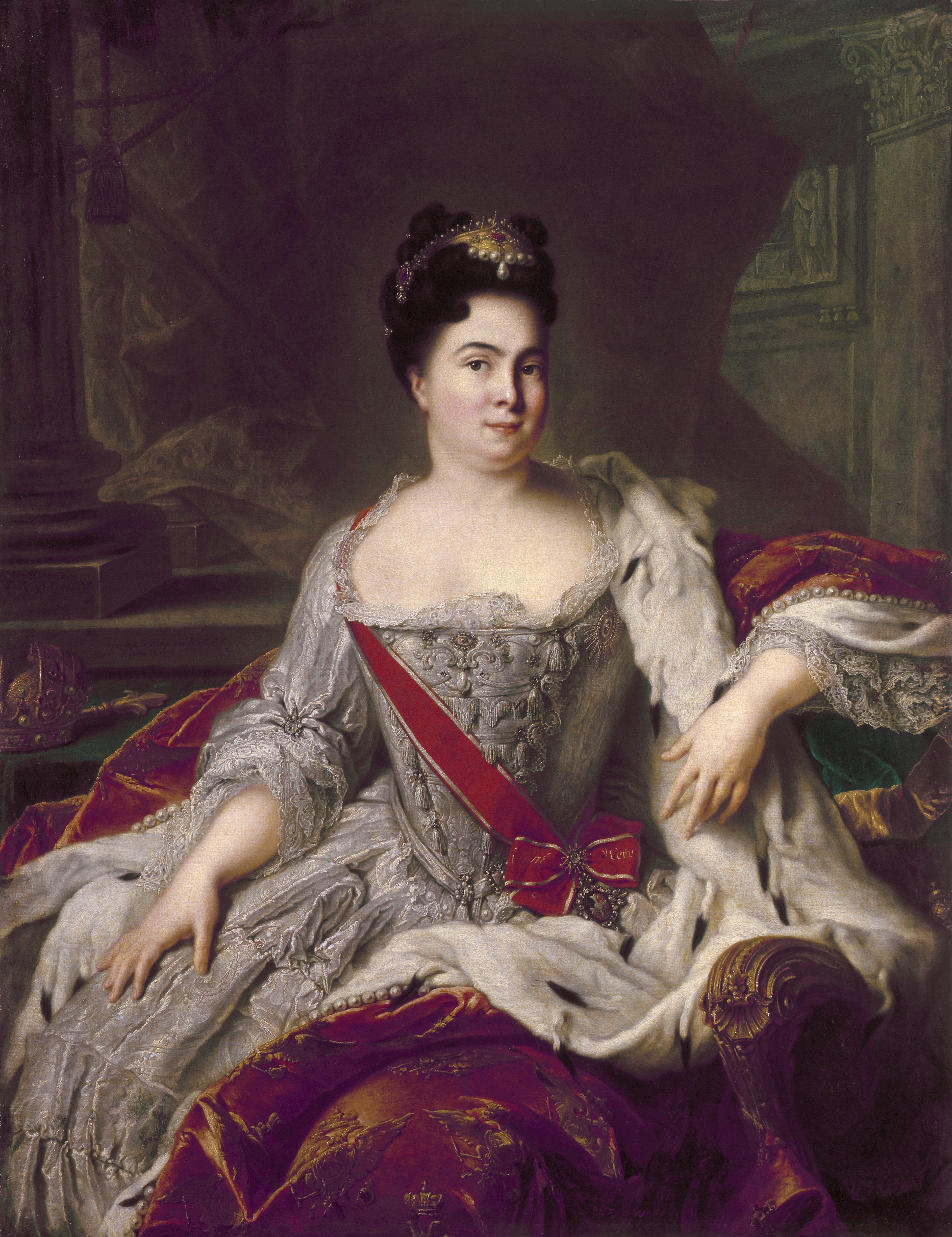
L'Imperatrice Consorte Caterina di Russia in veste di Dama di Gran Croce

L'Ordine di Santa Caterina (in russo: Императорский Орден Святой Екатерины) fu un'onorificenza femminile concessa dell'Impero russo.

## Storia

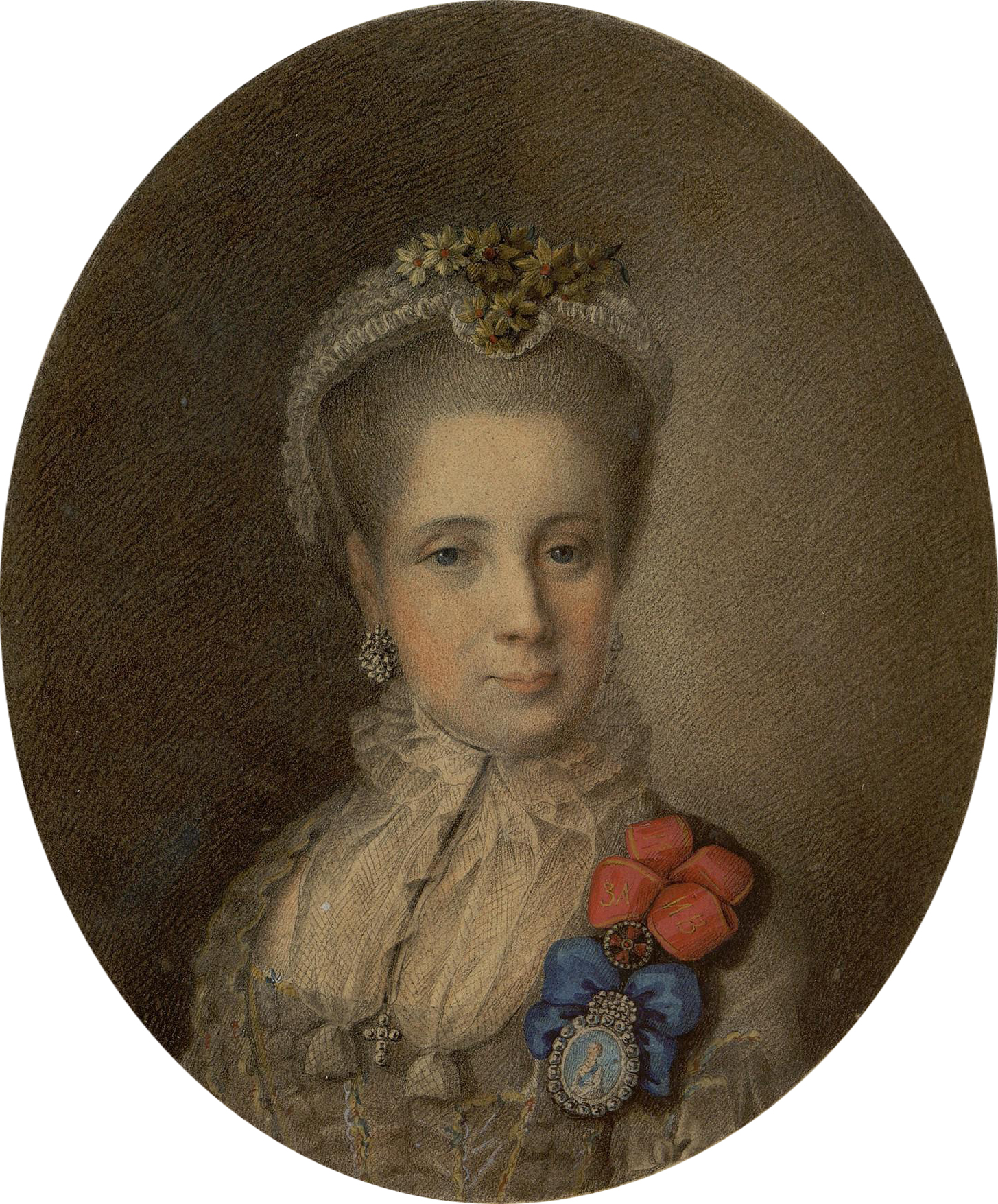
Una dama d'onore della zarina Caterina II con le proprie onorificenze: in alto l'Ordine di Santa Caterina, sotto l'insegna di dama d'onore

Istituito il 24 novembre 1714 da Pietro il Grande in occasione del suo matrimonio con Caterina, l'onorificenza venne pensata dallo zar per riconoscere alla nazione il valore dimostrato dalla donna che egli aveva accanto, in particolare per il ruolo sociale da lei avuto nella campagna del Prut del 1711. Secondo la leggenda, infatti, in quella campagna l'esercito russo si trovò ad un certo punto circondato dall'esercito turco e Caterina, che seguiva sempre il marito sui campi di battaglia, prese la decisione di donare tutti i suoi gioielli per corrompere il comandante turco Mehmed Pasha, evento a seguito del quale i russi furono in grado di concludere una tregua coi turchi e trionfare infine nella campagna. Le testimonianze dell'epoca non confermano i meriti di Caterina, soprattutto perché la somma incriminata (150.000 rubli) venne consegnata in denaro al gran visir; tuttavia universalmente le venne riconosciuto il merito di aver presenziato sul campo di battaglia a fianco del marito e del suo esercito al settimo mese di gravidanza.
Gli statuti dell'ordine vennero pubblicati però già nel 1713 e l'onorificenza venne posta sotto il patronato spirituale di Santa Caterina d'Alessandria, santa patrona dell'Imperatrice consorte. Il giorno dell'istituzione, l'Imperatrice Caterina ne ottenne il gran magistero e nominò i primi membri, mentre i successivi vennero nominati solo a partire dal 1726.
L'ordine fu per molto tempo l'unico ordine esclusivamente femminile presente in Russia (l'Ordine di Sant'Olga arriverà solo nel 1916 per poi terminare la propria esistenza già nel 1917).
L'Ordine fu soppresso dopo la rivoluzione russa del 1917. Attualmente Maria Vladimirovna Romanova, discendente degli zar, rivendica il diritto di conferirlo come ordine dinastico. 
Il governo russo ha recuperato l'onorificenza ed attualmente conferisce l'Ordine di Santa Caterina la Grande Martire.

## Classi

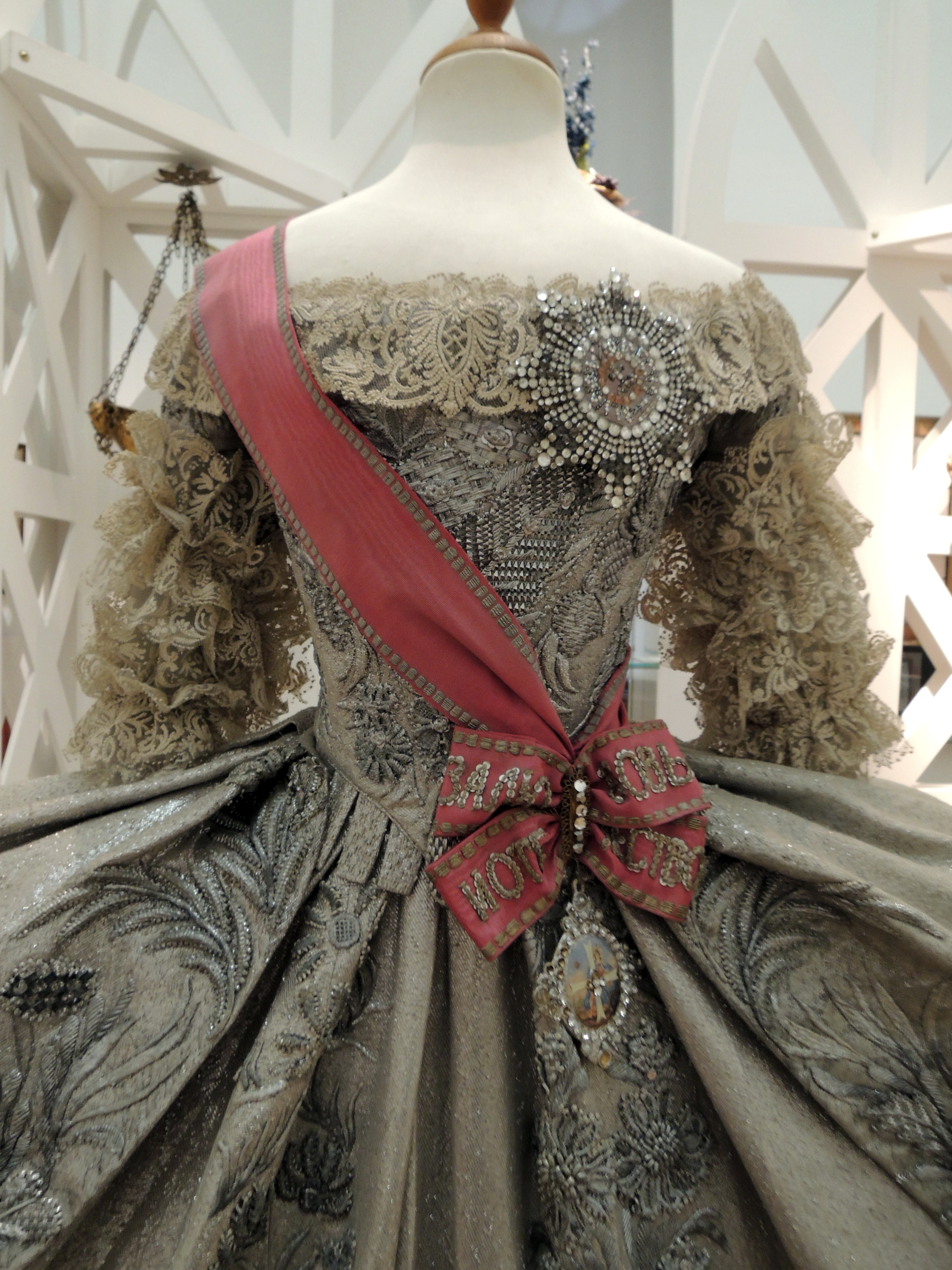
Abito nuziale di Caterina II con le insegne dell'Ordine di Santa Caterina

L'Ordine si suddivide in due classi:
- Dama di Gran Croce (medaglia e placca), destinata a dame di sangue reale
- Dama di Croce Minore (medaglia), destinata alle altre dame di corte

## Appartenenza all'Ordine
Tutte le granduchesse russe, per disposizioni dello zar Paolo I, ottennero di diritto tale onorificenza al loro battesimo oppure al loro matrimonio con un membro della famiglia imperiale russa e le principesse di sangue reale la ottenevano all'età di 18 anni.
Oltre ai membri della famiglia reale venne fissato un numero massimo di 106 membri:
- 12 Dame di Gran Croce
- 94 Dame di Croce Minore

I dodici membri di Gran Croce erano solitamente membri delle famiglie reali straniere come ad esempio Alessandra di Danimarca, regina d'Inghilterra, o la principessa Alice di Battenberg.
L'unico uomo il cui conferimento ci sia giunto risale al 1727 e fu quello del principe Alexandre Menshikov, il migliore amico della zar Pietro I.
Le dame di Croce Minore erano dame dell'alta nobiltà o personaggi femminili della corte russa distintisi per opere filantropiche o di carità.

## Insegne

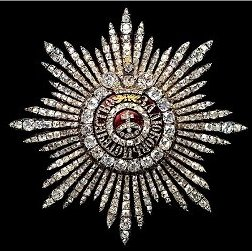
Placca dell'Ordine di Santa Caterina

- La medaglia dell'ordine consisteva in una croce con un grande medaglione centrale che riportava dipinta a smalti la figura di Santa Caterina d'Alessandria che porta una grande croce bianca, simbolo del suo martirio. Nei quattro quadranti formati dalla croce si trovavano le iniziali "D.S.F.R." (Domine Salvum Fac Regem, Dio salvi lo Zar). Sul retro si trovava al centro del medaglione l'immagine di aquile che distruggono un nido di serpenti ai piedi di una torre in rovina alla cima della quale si trova un nido di aquilotti. Sopra c'è il motto Aequant Munia Comparis ("Per il suo operato è comparata al marito").
- La placca dell'Ordine riprendeva le forme della medaglia, ma era montata su una stella raggiante in brillanti ed argento.
- Il nastro è rosso scarlatto bordato a tratti in oro e riporta ricamata l'iscrizione in argento "ZA LJUBOV' I OTEČESTVO" ("ЗА ЛЮБОВЬ И ОТЕЧЕСТВО"  – "Per l'Amore e la Patria").

|                         |
| Nastro                  |
| Dama di Gran Croce/Dama |